# Никола Ранђеловић
Никола Ранђеловић (Београд, 1989) српски је филмски, телевизијски, позоришни и гласовни глумац.
Познат је по улози Вукадина у серији Равна гора. Бави се синхронизацијом у студију Облакодер.

## Улоге
| Год.        | Назив                                    | Улога              |
| ----------- | ---------------------------------------- | ------------------ |
| 2012.       | Цват липе на Балкану                     | Садик Хазини       |
| 2012.       | Шешир професора Косте Вујића             | Љубомир Стојановић |
| 2012.       | Принудно слетање                         |                    |
| 2012.       | Први састанак                            | Он                 |
| 2013.       | Шешир професора Косте Вујића (ТВ серија) | Љубомир Стојановић |
| 2013.       | Равна гора                               | Вукадин Таралић    |
| 2014.       | Самац у браку                            | Ика                |
| 2018-2019.  | Истине и лажи                            | Лука Борђошки      |
| 2014.       | Кад љубав закасни                        | Ика                |
| 2019.       | Балканска међа                           | Стеван             |
| 2021.       | Тајне винове лозе                        | полицајац Ристић   |
| 2024-у току | Игра судбине                             | Витомир Тутић      |